# Frederiksborg Amt (1662-1793)
Frederiksborg Amt blev oprettet i 1662 af det tidligere Frederiksborg Len. Amtet bestod af herrederne 
- Strø
- Lynge-Frederiksborg

Amtet blev nedlagt ved reformen af 1793, hvorefter hele området indgik i det nye og væsentligt større Frederiksborg Amt.

## Amtmænd
- 1697 – 1717: Johan Otto Raben
- 1771 – 1793: Heinrich von Levetzow (fortsatte til 1805)